# Robert B. Pippin
Robert B. Pippin (* 14. September 1948 in Portsmouth (Virginia)) ist ein US-amerikanischer Philosoph. Er lehrt an der University of Chicago und ist vor allem für seine Arbeiten zu Georg Wilhelm Friedrich Hegel bekannt. Außerdem hat er zu Immanuel Kant, Friedrich Nietzsche, Marcel Proust, Hannah Arendt, Leo Strauss, Henry James sowie zur Philosophie des Films geforscht.

## Werdegang
Pippin machte seinen Master-Abschluss 1974 an der Pennsylvania State University. Zwischen 1975 und 1992 lehrte er an der University of California, San Diego, und folgte dann einem Ruf nach Chicago. 2007 wählte man ihn in die American Academy of Arts and Sciences. Am 26. November 2016 wurde Robert Pippin zum Mitglied (Matrikel-Nr. 7718) der Leopoldina gewählt. Seit 2009 ist er Mitglied der American Philosophical Society. 2014 erhielt er von der Universität Uppsala den Ehrendoktortitel.
Für das Jahr 2011 hatte er die Schiller-Professur der Universität Jena inne. 2024 wurde Pippin der Bielefelder Wissenschaftspreis zuerkannt.

## Werke (Auswahl)
- Kant’s Theory of Form. An Essay on the Critique of pure reason. 1982.
- Hegel’s Idealism. The Satisfactions of Self-Consciousness. 1989.
- Idealism as Modernism. Hegelian Variations. 1997.
- Henry James and Modern Moral Life. 1999.
  - Moral und Moderne. Die Welt von Henry James. dt. von Wiebke Meier. Fink, Paderborn 2004, ISBN 3-7705-3786-6.
- mit Otfried Höffe (Hrsg.): Hegel on Ethics and Politics. 2004.
- Die Verwirklichung der Freiheit. Der Idealismus als Diskurs der Moderne. Aufsatzsammlung. Campus, Frankfurt am Main / New York 2005, ISBN 3-593-37152-9.
- Hegel’s Practical Philosophy. Rational Agency as Ethical Life. 2008.
- Nietzsche, Psychology, and First Philosophy. 2010.
- Hollywood Westerns and American Myth: The Importance of Howard Hawks and John Ford for Political Philosophy. 2010.
- Hegel on Self-Consciousness: Desire and Death in the Phenomenology of Spirit. Princeton University Press, Princeton NJ 2011, ISBN 978-0-691-14851-9.
- Kunst als Philosophie. Hegel und die moderne Bildkunst. Suhrkamp Verlag, Berlin 2012
- Fatalism in American Film Noir. Some Cinematic Philosophy. University of Virginia Press, Charlottesville/London 2012.
- Ein Filmphilosophie-Symposium mit Robert B. Pippin. Western, Film Noir und das Kino der Brüder Dardenne. herausgegeben von Ludwig Nagl und Waldemar Zacharasiewicz. de Gruyter, Berlin 2016, ISBN 978-3-11-043785-0.
- Die Aktualität des Deutschen Idealismus. Suhrkamp Verlag, Berlin 2016, ISBN 978-3-518-29784-1.
- The Philosophical Hitchcock. Vertigo and the Anxieties of Unknowingness. The University of Chicago Press, Chicago/London 2017, ISBN 978-0-226-50364-6.
- Filmed Thought. Cinema as Reflective Form. The University of Chicago Press, Chicago/London 2020, ISBN 978-0-226-67200-7.